# 望月輝
望月 輝（もちづき のぞむ、1991年8月7日 -）は、日本のAV男優。

## 人物
- ゲイビデオ出身。
- 東海大学甲府高等学校出身。
- 元高校球児[要出典]。
- 趣味は、野球、ウェイトトレーニング、サーフィン、買い物、海。

## イベント
- AV男優の生でだらだらイかせて！[1] （2014年5月16日、新宿ロフトプラスワン）
- AV男優吉村卓の男優さんいらっしゃい！ ～サマースペシャル！ 新人AV 男優オーディション編（2014年7月4日、LEFKADA）
- AV男優吉村卓の男優さんいらっしゃい！ 日本AV男優協会加盟男優スペシャル[2] （2014年9月6日、LEFKADA）